# D.N.A./ドクター・モローの島
『D.N.A./ドクターモローの島』（ディー.エヌ.エー./ドクターモローのしま、原題: The Island of Dr.Moreau）は、1996年に公開されたアメリカの映画。H・G・ウェルズの小説『モロー博士の島』を映画化した作品。
同小説からは、パラマウント映画配給・チャールズ・ロートン主演の1933年版、アメリカン・インターナショナル・ピクチャーズ配給・バート・ランカスター主演の1977年版に続く3度目の映画化。
日本での劇場公開時には単に『D.N.A.』というタイトルだったが、その後セルおよびレンタルソフト化の際に『D.N.A./ドクターモローの島』とサブタイトルが追加された。

## 登場キャラクター
エドワード・ダグラス
本作の主人公で国連弁護士。原作での名前はエドワード・プレンティック。
モロー博士
獣人の研究をする生物工学者。しかし彼に反感を持ったハイエナたちに殺害される。
モンゴメリー
モロー博士の助手。モロー博士の死後に島の支配者になろうとするが、ハイエナと手引きしたアサゼロの裏切りに遭い死亡する。
アイッサ
見た目は黒髪の白人美女だが、正体はモロー博士によって改造された猫科の猛獣の獣人。最後は獣人同士の争いからダグラスをかばって死亡する。
ハイエナ
原作ではハイエナと豚の混合獣人。物語中盤でモロー博士に反感を抱いて仲間の獣人と協力して博士を殺害するが、最後はダグラスの計略で死亡する。
長老
原作の「銀毛の掟を唱える男」に相当する偶蹄目の獣人。本作では最後まで生き残り、島を出るダグラスを見送った。
アサシモン
原作では名前がない猿の獣人。ダグラスに協力的な性格の獣人で、最後は島を出るダグラスを見送った。
ロー・マイ
原作では名前がない豹の獣人。「掟」を破ったことでモロー博士に処罰された上にアサゼロに処刑される。
ムリン
原作にも登場する獣人で、付き従っていたモロー博士の死に悲しみの表情を見せる。本作では最後まで生き残り、ハイエナがダグラスに気を取られてる隙を突き、流れ出た油を導火線にして館を爆発させ、それがダグラスが逆転するきっかけを作った。
アサゼロ
モロー博士に付き従う黒人系の獣人。ロー・マイを処刑したことでハイエナがモロー博士に反感を持つきっかけを作る。その後ハイエナたちに与してダグラスを捕らえるが連れてきたところをハイエナに射殺される。

## 出演者
| 役名                 | 俳優                       | 日本語吹替 | 日本語吹替   | 日本語吹替 |
| 役名                 | 俳優                       | VHS版      | テレビ朝日版 |            |
| -------------------- | -------------------------- | ---------- | ------------ | ---------- |
| エドワード・ダグラス | デヴィッド・シューリス     | 津田英三   | 安原義人     |            |
| モロー博士           | マーロン・ブランド         | 川久保潔   | 阪脩         |            |
| モンゴメリー         | ヴァル・キルマー           | 古澤徹     | 山路和弘     |            |
| アイッサ             | フェアルーザ・バーク       | 麻丘夏未   | 石塚理恵     |            |
| ハイエナ             | ダニエル・リグニー         |            | 麦人         |            |
| アザゼロ             | テムエラ・モリソン         | 戸谷公次   | 二又一成     |            |
| 長老                 | ロン・パールマン           | 仁内建之   | 小山武宏     |            |
| アサシモン           | ピーター・エリオット       |            | 天田益男     |            |
| ムリン               | マルコ・ホーフシュナイダー | 関智一     | 阪口大助     |            |
| ロー・マイ           | マーク・ダカスコス         |            |              |            |

- VHS版：東宝ビデオから発売されたVHSに収録。

後にギャガ・コミュニケーションズから発売されたDVD及びワーナー・ブラザースから発売されたディレクターズカット版DVD・Blu-rayには収録されていない。
- テレビ朝日版：初回放送1999年3月7日『日曜洋画劇場』。

## スタッフ
- 製作 - エドワード・R・プレスマン
- 監督 - ジョン・フランケンハイマー
- 脚本 - リチャード・スタンリー、ロン・ハッチンソン
- 撮影 - ウィリアム・A・フレイカー
- 特殊メイク製作 - スタン・ウィンストン
- デジタル視覚効果 - デジタル・ドメイン
- メイン・タイトル - Imaginary Forces (デザイナー：カイル・クーパー、トーマス・コブ、キャリン・フォン)
- 配給 - ニュー・ライン・シネマ、ギャガ＝ヒューマックス

## 備考
- 映画化に伴いキャラクターの名前が一部変更されている。

- 実際には無関係でありながら、あたかも今作の続編かのような邦題を付けられた作品が多数見受けられる。尚、下記の5作品中4作品は徳間ジャパンからVHSがリリースされた。
  - D.N.A.II - 下記リンク参照。
  - D.N.A.Ⅲ - 実際にはピーター・ベンチリーの小説「海棲獣」を原作とする映画で、VHS版ではこの邦題が使用された。DVD化の際、原作小説と同じ「海棲獣」という邦題に改められた。
  - D.N.A.Ⅳ - 実際には「ウォッチャーズ／第3生命体」を第一作とする「ウォッチャーズ・シリーズ」の4作目。
  - D.N.A.Ⅴ - 実際には1980年公開の映画「モンスター・パニック」のリメイク版で、原題もオリジナルと同じ「Humanoids from the Deep」である。
  - 新D.N.A. - 1997年のオーストラリア映画で、原題は「Blood Rush」。今作のみ彩プロからVHSがリリースされた。